# Quillacollo
Quillacollo è un comune (municipio in spagnolo) della Bolivia nella provincia di Quillacollo (dipartimento di Cochabamba) con 142.724 abitanti (dato 2010).

## Cantoni
Il comune è suddiviso in 2 cantoni (popolazione al censimento 2001):
- El Paso - 4.930 abitanti
- Quillacollo - 99.276 abitanti